# Diocesi di Tacámbaro
La diocesi di Tacámbaro (in latino Dioecesis Tacambarensis) è una sede della Chiesa cattolica in Messico suffraganea dell'arcidiocesi di Morelia. Nel 2022 contava 317.729 battezzati su 340.828 abitanti. È retta dal vescovo Juan Carlos Arcq Guzmán.

## Territorio
La diocesi comprende 14 comuni dello stato messicano di Michoacán: Ario, Churumuco, La Huacana, Nuevo Urecho, Salvador Escalante, Tacámbaro, Madero, Turicato, Carácuaro, Nocupétaro, Juárez, Tiquicheo de Nicolás Romero, Tuzantla e Susupuato.
Sede vescovile è la città di Tacámbaro, dove si trova la cattedrale di San Girolamo.
Il territorio si estende su una superficie di 14.624 km² ed è suddiviso in 42 parrocchie.

## Storia
La diocesi è stata eretta il 26 luglio 1913, ricavandone il territorio dall'arcidiocesi di Michoacán (oggi arcidiocesi di Morelia) e dalla diocesi di Zamora.
Il 2 maggio 1953, in forza del decreto Quo melius della Sacra Congregazione Concistoriale, ha ceduto le parrocchie di Aquila, Coahuayana e Villa Victoria alla diocesi di Colima.
Il 30 aprile 1962 e il 27 ottobre 1964 ha ceduto altre porzioni del suo territorio a vantaggio dell'erezione rispettivamente delle diocesi di Apatzingán e di Ciudad Altamirano.

## Cronotassi dei vescovi
Si omettono i periodi di sede vacante non superiori ai 2 anni o non storicamente accertati.
- Sede vacante (1913-1920)

- Leopoldo Lara y Torres † (23 dicembre 1920 - 18 aprile 1933 dimesso[2])
- Manuel Pío López Estrada † (16 giugno 1934 - 11 ottobre 1939 nominato vescovo di Veracruz-Jalapa)
- José Abraham Martínez Betancourt † (17 luglio 1940 - 5 giugno 1979 ritirato)
- Luis Morales Reyes † (5 giugno 1979 - 19 febbraio 1985 nominato vescovo coadiutore di Torreón)
- Alberto Suárez Inda (5 novembre 1985 - 20 gennaio 1995 nominato arcivescovo di Morelia)
- Rogelio Cabrera López (30 aprile 1996 - 16 luglio 2001 nominato vescovo di Tapachula)
- José Luis Castro Medellín, M.S.F. † (25 ottobre 2002 - 22 agosto 2014 ritirato)
- Gerardo Díaz Vázquez (22 agosto 2014 - 13 maggio 2023 nominato vescovo di Colima)
- Juan Carlos Arcq Guzmán, dall'8 giugno 2024

## Statistiche
La diocesi nel 2022 su una popolazione di 340.828 persone contava 317.729 battezzati, corrispondenti al 93,2% del totale.
| anno | popolazione | popolazione | popolazione | presbiteri | presbiteri | presbiteri | presbiteri                | diaconi | religiosi | religiosi | parrocchie |
| anno | battezzati  | totale      | %           | numero     | secolari   | regolari   | battezzati per presbitero | diaconi | uomini    | donne     | parrocchie |
| ---- | ----------- | ----------- | ----------- | ---------- | ---------- | ---------- | ------------------------- | ------- | --------- | --------- | ---------- |
| 1950 | 212.435     | 212.743     | 99,9        | 38         | 36         | 2          | 5.590                     |         |           | 19        | 26         |
| 1965 | 191.541     | 158.491     | 120,9       | 54         | 45         | 9          | 3.547                     |         | 2         | 85        | 17         |
| 1968 | 228.725     | 233.500     | 98,0        | 61         | 58         | 3          | 3.749                     |         | 4         | 109       | 20         |
| 1976 | 240.000     | 245.400     | 97,8        | 52         | 52         |            | 4.615                     |         |           | 108       | 31         |
| 1980 | 275.000     | 281.334     | 97,7        | 62         | 61         | 1          | 4.435                     |         | 1         | 90        | 33         |
| 1990 | 342.587     | 349.579     | 98,0        | 78         | 77         | 1          | 4.392                     |         | 1         | 123       | 39         |
| 1999 | 374.120     | 387.227     | 96,6        | 77         | 75         | 2          | 4.858                     |         | 2         | 130       | 32         |
| 2000 | 374.170     | 381.806     | 98,0        | 87         | 85         | 2          | 4.300                     |         | 2         | 137       | 32         |
| 2001 | 367.152     | 373.663     | 98,3        | 88         | 86         | 2          | 4.172                     |         | 2         | 140       | 32         |
| 2002 | 357.435     | 374.745     | 95,4        | 76         | 74         | 2          | 4.703                     |         | 2         | 150       | 33         |
| 2003 | 336.058     | 365.280     | 92,0        | 82         | 81         | 1          | 4.098                     |         | 1         | 130       | 33         |
| 2004 | 335.121     | 360.345     | 93,0        | 86         | 85         | 1          | 3.896                     |         | 1         | 129       | 33         |
| 2010 | 346.000     | 362.000     | 95,6        | 96         | 94         | 2          | 3.604                     |         | 3         | 133       | 41         |
| 2014 | 358.000     | 374.000     | 95,7        | 87         | 85         | 2          | 4.114                     |         | 2         | 129       | 41         |
| 2017 | 368.700     | 384.860     | 95,8        | 87         | 87         |            | 4.237                     |         |           | 129       | 42         |
| 2020 | 299.300     | 324.585     | 92,2        | 91         | 91         |            | 3.289                     |         |           | 115       | 42         |
| 2022 | 317.729     | 340.828     | 93,2        | 84         | 84         |            | 3.782                     |         |           | 91        | 42         |